# 世界电影之旅
《世界电影之旅》是CCTV-6的一档大型国际性电影专题栏目，主要报道世界各国电影产业及文化。由闪亮文化传播公司承製，2000年筹备，2002年元旦正式在电影频道播出。

## 简介
节目用中国的视角看世界电影，其全部素材都在外国实际拍摄，对国外电影政策法规和生产体制、发展历史与创作传统、流行题材、发行渠道与营销战略等进行了详尽的介绍。是电影爱好者了解国际影坛的一个重要平台。
节目另一个特色是报道国际影坛各类颁奖典礼，在中国大陆是首个地报道了奥斯卡金像奖颁奖典礼、柏林电影节、戛纳电影节等各大电影节的栏目，并与这些顶级电影节及中小型电影节建立了合作关系，拥有中国独有的国际电影资源。

## 主持人
- 王宁彤（女）
  - 中国传媒大学文艺编导专业学士
  - 英国布里斯托尔大学戏剧系影视制作硕士
- 居文沛（女）
  - 上海音乐学院作曲指挥系
- 赵子豪（兼任节目制片、配音）
  - 中国传媒大学2006级英语播音专业
- 边策（曾任）

## 荣誉
- 中国电视文艺“星光奖”（2003、04、05年）
- 中国百佳电视栏目（2004年）
- 澳门国际电影节“电影媒体贡献大奖”（2009年）